# 阿斯普尔莱科尔
阿斯普尔莱科尔（法語：Aspres-lès-Corps，法語發音：[aspʁ lɛ kɔʁ]，意为“科尔附近的阿斯普尔”）是法国上阿尔卑斯省的一个市镇，属于加普区。

## 地理
阿斯普尔莱科尔（44°48'7"N, 5°58'54"E）面积16.73 平方千米，位于法国普罗旺斯-阿尔卑斯-蓝色海岸大区上阿尔卑斯省，该省份为法国东南部内陆省份，北起萨瓦省，西北接伊泽尔省，西南接德龙省，南至上普罗旺斯阿尔卑斯省，东北部与意大利接壤。
与阿斯普尔莱科尔接壤的市镇（或旧市镇、城区）包括：圣菲尔曼、博凡、科尔、拉萨莱特-法拉沃、瓦尔茹夫雷。
阿斯普尔莱科尔的时区为UTC+01:00、UTC+02:00（夏令时）。

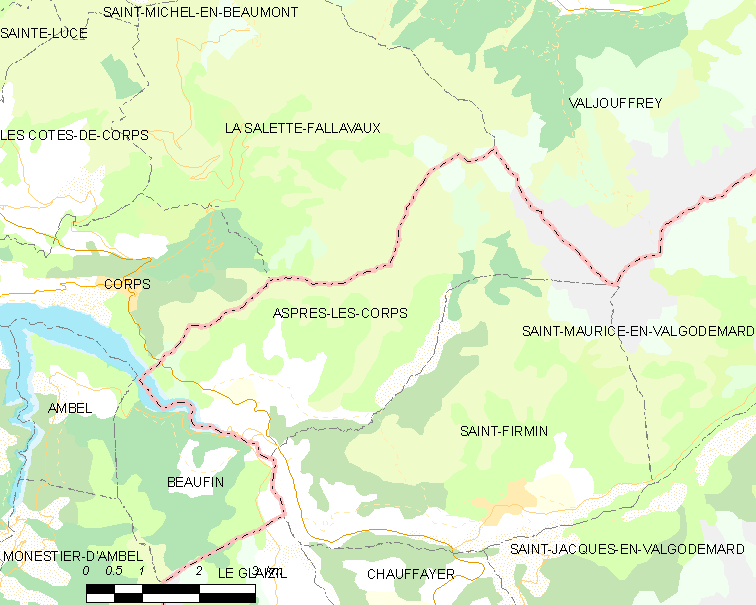
阿斯普尔莱科尔的OSM定位图

## 行政
阿斯普尔莱科尔的邮政编码为05800，INSEE市镇编码为05009。

## 政治
阿斯普尔莱科尔所属的省级选区为圣博内昂尚索尔县。

## 人口

1962-2008年间阿斯普尔莱科尔人口变化图示

阿斯普尔莱科尔于2022年1月1日时的人口数量为93人。